# Estación de Denia (TRAM Alicante)
Denia es una estación del TRAM Metropolitano de Alicante, la estación terminal de la línea 9. Está situada en pleno centro del casco urbano de Denia, muy cerca de la estación marítima.

## Localización y características
Se encuentra ubicada en el paseo del Saladar, desde donde se accede. En esta parada finaliza el servicio de la línea 9 del Tram de Alicante, siendo también el final de toda la red hacia el norte. Dispone de tres andenes, tres vías, el edificio de la estación y una nave taller. En la estación se detienen los nuevos trenes duales de la línea 9.

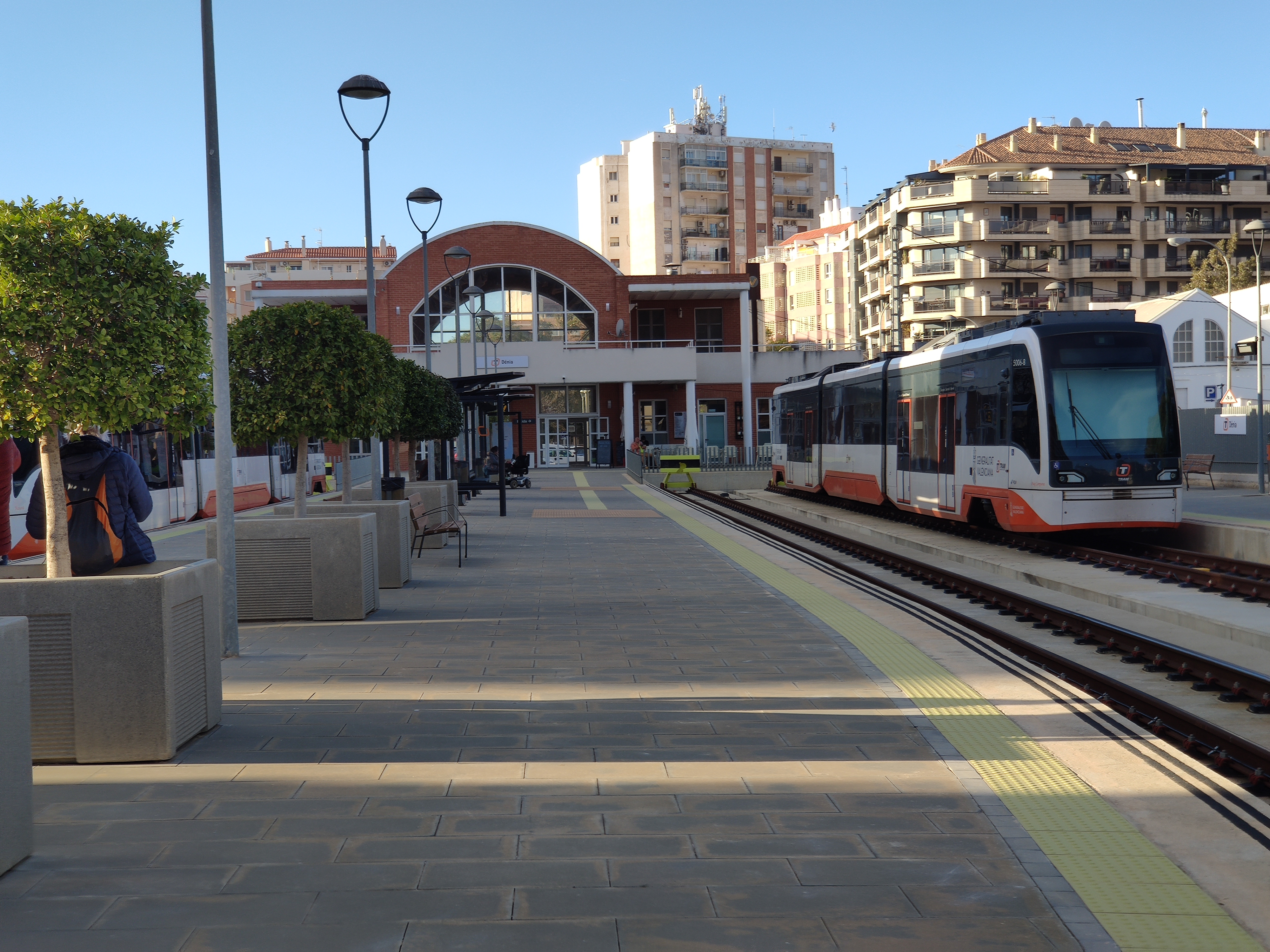
Andenes de la estación.

## Líneas y conexiones
| << Cabecera | < Estación    | Línea | Estación > | Cabecera >> |
| ----------- | ------------- | ----- | ---------- | ----------- |
| Benidorm    | Bosc de Diana |       | Terminal   | Denia       |

Enlace con las líneas de bus urbano Denibus.

## Evolución del Tráfico
La estación ha estado sin servicio ferroviario desde el 28 de julio de 2016, cuando se cerró el tramo entre Calpe y Denia, hasta el 16 de enero de 2023, cuando se ha reabierto el recorrido completo de la línea.
| Año       | 2010 | 2011 | 2012 | 2013 | 2014   | 2015   |
| --------- | ---- | ---- | ---- | ---- | ------ | ------ |
| Pasajeros |      |      |      |      | 51.105 | 49.429 |